# تینا می
دافنه کریستینا می (به انگلیسی: Daphne Christina May) (زاده ۳۰ مارس ۱۹۶۱ - درگذشته ۲۶ مارس ۲۰۲۲) که با نام حرفه‌ای تینا می شناخته می‌شود، خواننده جاز انگلیسی بود.
در سال ۱۹۸۹، می با کلارک تریسی ازدواج کرد که با او چندین آلبوم در دهه ۱۹۹۰ ضبط کرد. آنها بعداً طلاق گرفتند و در زمان مرگ او، شریک زندگی تقریباً دو و نیم ساله می، ساکسیفونیست سایمون اسپیلت بود.